# Achham (huyện)

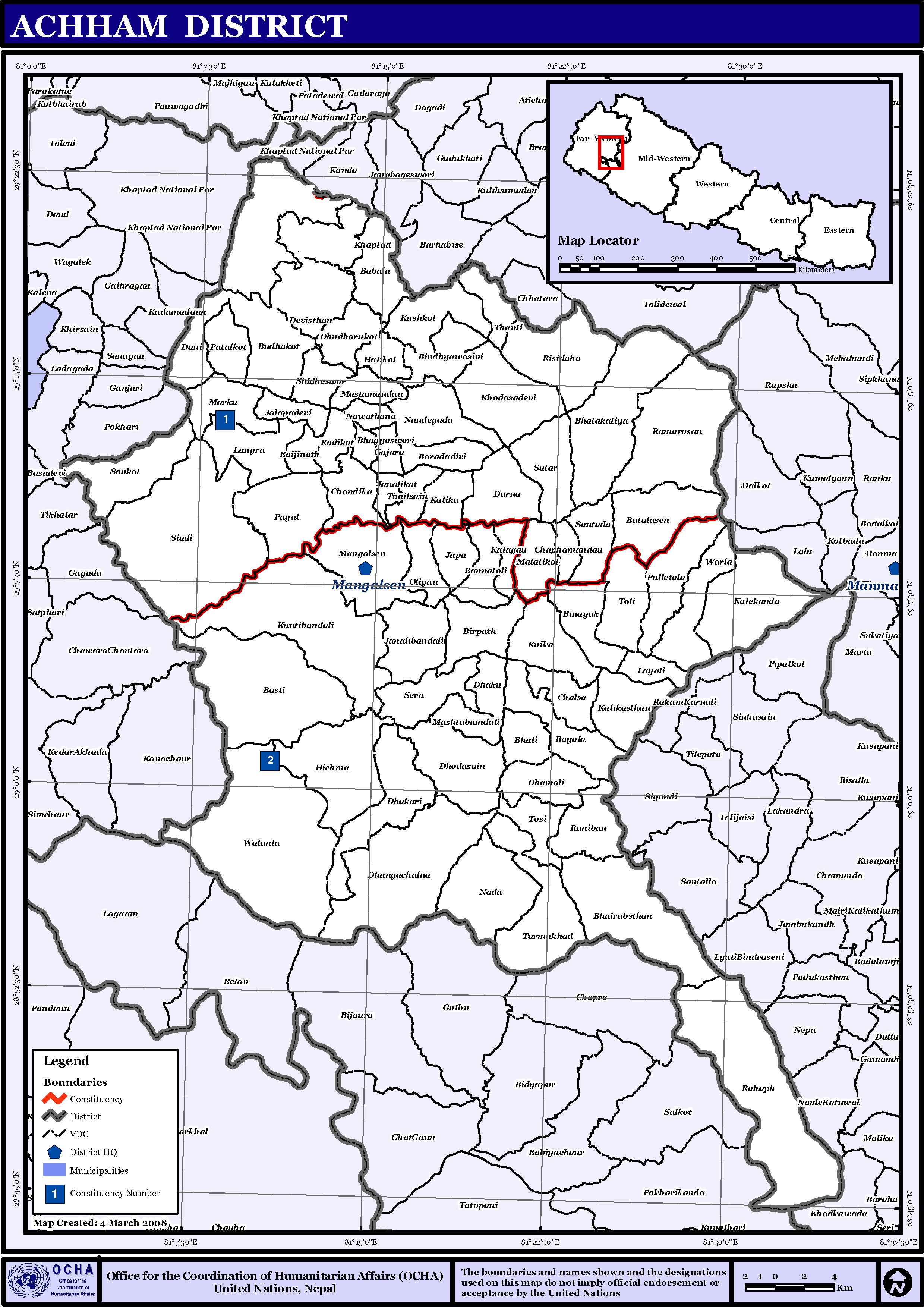
Achham huyện

Achham (tiếng Nepal:अछाम) là một huyện thuộc khu Seti, vùng Viễn Tây Nepal, Nepal. Huyện này có diện tích 1680 km², dân số thời điểm năm 2001 là 231285 người.

## Dân số
Biến động dân số giai đoạn 1952-2001:
| Năm    | 1952   | 1961   | 1971   | 1981   | 1991   | 2001   |
| ------ | ------ | ------ | ------ | ------ | ------ | ------ |
| Dân số | 134834 | 152520 | 132212 | 185212 | 198188 | 231285 |